# Daewoo Tico
Daewoo Tico (укр. Деу Тіко) — міський автомобіль корейської компанії Daewoo. Випускався з 1991 по 2001 роки.

## Опис

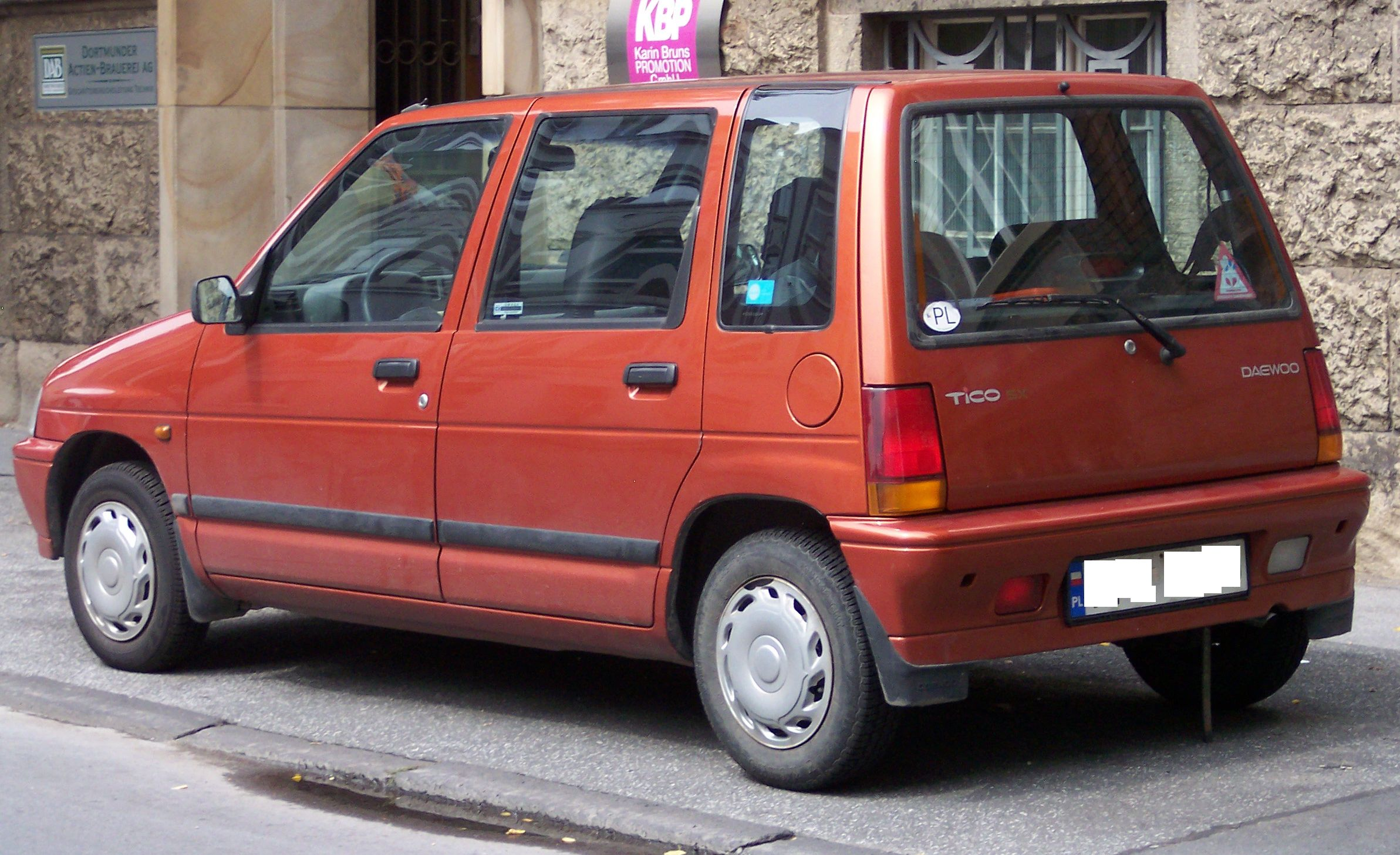
Daewoo Tico

Tico побудований на базі Suzuki Alto 1988 модельного року. Автомобіль оснащувався трьохциліндровим бензиновим двигуном S-TEC об'ємом 796 см³. На вибір покупцеві пропонувалися п'ятиступінчаста механічна або трьохдіапазонна автоматична трансмісія. Daewoo Tico експортували в Європу (здебільшого у східну).
За десятиріччя виробництва автомобіль кілька разів зазнавав значних змін і удосконалення, але вони стосувалися, в основному, двигуна. Екстер'єр Tico відрізняли гострі кути і ламані лінії кузова. Автомобіль мав гідні для свого класу місткість і комфорт, а також пристойні динамічні характеристики і хорошу плавність ходу.
Спочатку встановлювався карбюраторний двигун потужністю 47 к.с., котрий пізніше був замінений двигуном з вприскуванням палива, що вже відповідав нормам токсичності вихлопу Euro 2. «Інжектор» додав автомобілю потужності, хоча багато власників Tico вважають старий карбюраторний двигун якіснішим.
У Daewoo Tico просторий для мініавтомобіля салон, навіть високі водії почували себе комфортно. Сидіння з високими підголовниками мають тканинну оббивку і обладнані інерційними ременями безпеки. Салон легко трансформується. Об'єм багажника становить 145 літрів, а якщо скласти спинку заднього сидіння, то об'єм корисного простору збільшується до 1050 літрів. Панель приладів максимально ергономічна і функціональна. Всі шкали на панелі приладів (спідометра, індикатора температури охолоджуючої рідини і рівня палива) пофарбовані в синій колір. Автомобіль має відмінну шумоізоляцію.
Модель мала дві основні комплектації: STD і DLX. Стандартна версія STD пропонувала 4-ступінчасту коробку передач і салон із шкірзамінника. У комплектацію DLX входять: 5-ступінчаста коробка передач, тканинна оббивка салону, радіоприймач, електрокоректор фар, обігрів скла на задніх дверях, ковпаки на колеса, додатковий задній протитуманний ліхтар. Як опція для Daewoo Tico DLX пропонується кондиціонер і електропривод передніх стекол.
Ця маневрена, компактна і легка в управлінні модель в першу чергу призначена для експлуатації в міських умовах. Затори, вузькі вулички, тісні парковки — ось його середовище проживання. Ширина автомобіля становить всього 1,4 м. Радіус розвороту — 4,4 метра.
Tico переважно експортувалися до країн Східної Європи. Ці економічні і компактні автомобільчики були і залишаються надзвичайно популярні в таких країнах, як Румунія, Болгарія, Польща, Чехія. Окремо стоїть Перу — єдина країна Американського континенту, куди офіційно поставлялися ці міські малюки.
Daewoo здійснював збірку Tico на старому румунському підприємстві Oltcit. У 2000 році Tico був замінений на нову модель Daewoo Matiz, проте старі Tico продавалися поряд з Matiz ще до кінця 2001 року.

## Двигун
- 0.8 L S-TEC I3 41 к.с. 60 Нм